# Clionaidae
Ne doit pas être confondu avec Clionidae.
Famille
Les Clionaidae sont une famille d'éponges capables de perforer des substrats calcaires (roche, coquilles) en attaquant le carbonate de calcium des coraux, roches calcaires ou coquilles de mollusques qu'elles colonisent. Ces espèces sont appelées par les anglophones « boring sponges » (éponges perforantes).

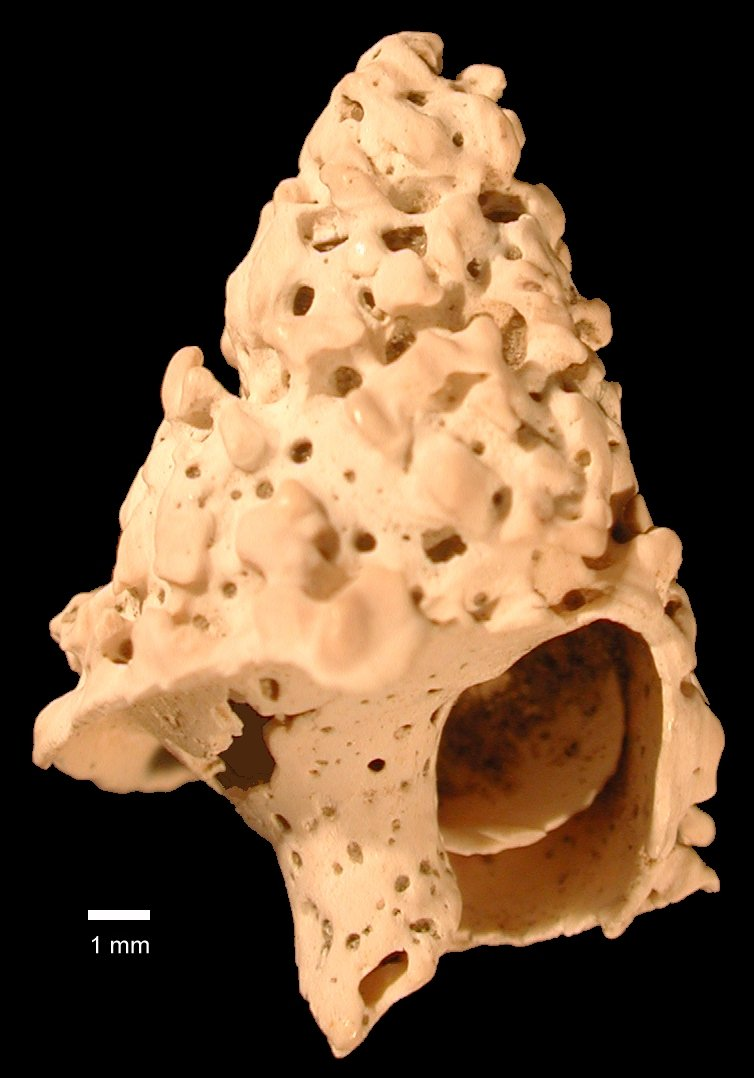
Entobia (traces de colonisation par une éponge) dans une coquille de nasse réticulée (Nassarius reticulatus). L'occupant de ces trous était probablement l'éponge Cliona celata, qui en fragilisant les coquilles accélère leur érosion et transformation en sable coquiller. On parle ici de bioérosion.

Elles creusent leur substrat par une double action de dissolution chimique et mécanique (voir l'article Cliona celata pour plus de détails sur la manière dont l'éponge creuse et aménage son substrat).
Elles font partie de la classe des démosponges (Demospongiae). On ignore si elles sont ou non en régression. Leur statut n'a pas été étudié par l'UICN.
Les traces fossiles laissées par les éponges perforantes après leur mort (trous, ou galeries et chambres) sont appelées Entobia. Ces traces fossiles (anciennes ou récentes) sont utilisées en paléontologie, et plus précisément en paléoichnologie (étude des traces anciennes de la vie), pour reconstituer ou étudier les paléoenvironnements.

## Habitat
Ce sont des espèces marines, mais certaines tolèrent une moindre salinité. Certaines espèces trouvées sur les huitres devant la Louisiane (C. celata Grant, C. lobata Hancock, C. vastifica Hancock et C. truitti Old) en raison de tolérance différente à l'eau douce ont même été considérées comme bioindicatrices du caractère plus ou moins saumâtre de l'eau, ce qui a permis de diviser les eaux estuariennes de la Louisiane en 6 catégories selon qu'on y trouve ou non ces espèces, et en particulier C. truitti (caractéristique d'une eau peu salée) et C. celata (forte salinité).
Dans les cycles biogéochimiques, elles contribuent, et depuis longtemps (Cf. fossiles) ainsi aux processus de bioérosion des carbonates de calcium biosynthétisés.

## Biologie, formes
Les Clionaidae sont surtout cryptiques (c'est-à-dire cachées dans leur substrat) et elles ne présentent pas de structure interne aquifère particulièrement complexe. Les microsclères sont composés de raphides ou spirasters à formes complexes ou lisses.
On distingue trois formes de croissance pour ces éponges :
- la forme alpha ; dans ce cas, l'éponge n'est quasiment pas visible, car enfouie dans une roche ou une coquille, vivant dans les chambres et galeries qu'elle a excavées dans le matériau calcaire. Seules les papilles sont visibles, autour des évents d'entrée ou de sortie de l'eau.
- la forme bêta existe chez certaines espèces : elle apparait par la fusion des papilles à l'extérieur du substrat, plus ou moins régulièrement.
- la forme gamma est beaucoup plus rare : elle correspond à une croissance de l'éponge hors de son substrat. À ce stade quand il advient, certaines espèces peuvent former de grandes colonies de forme irrégulière et massive ou en forme de tasse. Très rarement la surface peut être entièrement lisse.

## Classification
Les premiers naturalistes scientifiques les ont d'abord classées comme étant à moitié cnidaires et à moitié éponges.
Il a fallu beaucoup de temps et de preuves scientifiques pour confirmer leur nouveau statut de participant actif à la bioérosion.

Les deux premiers scientifiques à leur avoir donné le statut d'éponge vraie, bien qu'étant endolithiques et capables d'utiliser des processus chimiques et mécaniques pour creuser la roche, furent vers 1880 Hancock et le Russe Nassonow. Ils ont fait l'objet de contestations cinglantes de la part de leurs pairs, qui ont notamment vivement contesté la notion de bioérosion active.

Ce n'est qu'au milieu du XXe siècle que ce concept a été fermement démontré et que la recherche sur ces espèces a connu un bond significatif, notamment grâce aux travaux de Pomponi et Hatch sur l'ultrastructure des cellules spécialisées dans la perforation des carbonates de calcium durs et leur capacité à synthétiser des enzymes (anhydrase carbonique & phosphatase acide probablement) pour dissoudre des minéraux normalement insolubles. Ces éponges se montrent en outre capables de produire de petits copeaux de carbonate qu'elles évacuent au fur et à mesure de la croissance de la colonie cellulaire.

Cependant les agents exacts impliqués dans la dissolution n'ont pas été identifiés et la recherche s'est atténuée dans ce domaine à partir des années 1980.
Huit genres étaient considérés comme valides dans cette famille en 2002 par Klaus Rützler :
- Cervicornia ;
- Cliona ;
- Clionaopsis ;
- Cliothosa ;
- Pione ;
- Spheciospongia ;
- Thoosa ;
- Volzia ;